# Matías Quevedo
Matías Adrián Quevedo (San Martín, 11 marzo 1984) è un giocatore di calcio a 5 argentino.
Con la nazionale argentina è stato campione del mondo nel 2016 e campione sudamericano nel 2015.

## Carriera
Cresciuto nel settore giovanile del Chacarita Juniors, si avvicina al calcio a 5 perché ritenuto troppo basso per giocare a calcio. Con il Pinocho ha vinto nove titoli nazionali. Sebbene venisse raramente schierato titolare, Quevedo è stato convocato per otto anni nella Nazionale maschile di calcio a 5 dell'Argentina.

## Palmarès

### Club
- Campionato argentino: 6
Pinocho: 2007 (A), 2007 (C), 2008 (A), 2008 (C), 2009 (A), 2009 (C)
- Coppa dell'Argentina: 3
Pinocho: 2007, 2008, 2009

### Nazionale
- Coppa America: 1
Ecuador 2015
- Campionato mondiale: 1
Colombia 2016